# XXV koncert fortepianowy (KV 503)
XV Koncert fortepianowy C-dur – 25. Koncert na fortepian z towarzyszeniem orkiestry, jaki stworzył Wolfgang Amadeus Mozart. Skomponowany w 1786 roku w Wiedniu.
Jego części:
1. Allegro maestoso (około 15 minut)
2. Andante (około 6 minut)
3. Allegretto (około 9 minut)